# Primer ministro de Kosovo
El primer ministro de Kosovo es el jefe de Gobierno de la República de Kosovo es responsable de sus acciones ante la Asamblea de Kosovo, de la cual todos deben ser miembros.
El actual primer ministro de Kosovo es Albin Kurti, quien asumió el cargo el 22 de marzo de 2020.

## Lista de titulares desde 1990

### República de Kosova (1990-2000)
- Jusuf Zejnullahu (7 de septiembre de 1990-5 de octubre de 1991)
- Bujar Bukoshi (5 de octubre de 1991-1 de febrero de 2000)
- Hashim Thaçi (2 de abril de 1999-1 de febrero de 2000) (provisional)

### Administración de las Naciones Unidas de Kosovo (1999-2008)
| Nombre                | Inicio de mandato       | Fin del mandato        | Partido                                        |
| --------------------- | ----------------------- | ---------------------- | ---------------------------------------------- |
| Nexhat Daci (acting)  | 10 de diciembre de 2001 | 4 de marzo de 2002     | Liga Democrática de Kosovo                     |
| Bajram Rexhepi        | 4 de marzo de 2002      | 3 de diciembre de 2004 | Partido Democrático de Kosovo                  |
| Ramush Haradinaj      | 3 de diciembre de 2004  | 8 de marzo de 2005     | Alianza para el Futuro de Kosovo               |
| Adem Salihaj (acting) | 8 de marzo de 2005      | 25 de marzo de 2005    | Liga Democrática de Kosovo                     |
| Bajram Kosumi         | 25 de marzo de 2005     | 10 de marzo de 2006    | Partido Parlamentario de Kosovo                |
| Agim Çeku             | 10 de marzo de 2006     | 9 de enero de 2008     | Sin partido (Alianza para el Futuro de Kosovo) |
| Hashim Thaçi          | 9 de enero de 2008      | 17 de febrero de 2008  | Partido Democrático de Kosovo                  |

### República de Kosovo (2008-presente)
| Nombre           | Inicio de mandato       | Fin del mandato         | Partido                          |
| ---------------- | ----------------------- | ----------------------- | -------------------------------- |
| Hashim Thaçi     | 17 de febrero de 2008   | 9 de diciembre de 2014  | Partido Democrático de Kosovo    |
| Isa Mustafa      | 9 de diciembre de 2014  | 9 de septiembre de 2017 | Liga Democrática de Kosovo       |
| Ramush Haradinaj | 9 de septiembre de 2017 | 3 de febrero de 2020    | Alianza para el Futuro de Kosovo |
| Albin Kurti      | 3 de febrero de 2020    | 3 de junio de 2020      | Vetëvendosje!                    |
| Avdullah Hoti    | 3 de junio de 2020      | 22 de marzo de 2021     | Liga Democrática de Kosovo       |
| Albin Kurti      | 22 de marzo de 2021     | Actualidad              | Vetëvendosje!                    |